# Apharsatus fallaciosus
Apharsatus fallaciosus är en skalbaggsart som beskrevs av Leon Fairmaire 1893. Apharsatus fallaciosus ingår i släktet Apharsatus och familjen långhorningar.
Artens utbredningsområde är Madagaskar. Inga underarter finns listade i Catalogue of Life.